# Sonny Liew
Sonny Liew (nascido em 26 de setembro de 1974) é um artista e ilustrador de quadrinhos nascido na Malásia, radicado em Singapura. É mais conhecido por seu trabalho "A Arte de Charlie Chan Hock Chye", a primeira graphic novel a ganhar o Prêmio de Literatura de Cingapura, na categoria ficção, em 2016.
Em 2014, ilustrou The Shadow Hero, minissérie escrita por Gene Luen Yang e publicado pela First Second, uma história de origem para o obscuro super-herói Green Turtle, que é considerado o primeiro super-herói asiático-americano.
Em 2017, por "A Arte de Charlie Chan Hock Chye", foi premiado com três prêmios Eisner: Melhor roteirista/desenhista, Melhor design de publicação e Melhor edição americana de material estrangeiro (asiático).

## Infância e educação
Nascido em Seremban, na Malásia, Liew frequentou a escola Victoria School e o Victoria Junior College, em Singapura. Posteriormente passou a estudar filosofia no Clare College, na Universidade de Cambridge, no Reino Unido, e estudou ilustração na Escola de Design de Rhode Island, em 2001.